# Isola Bisentina
L'Isola Bisentina è la maggiore per superficie delle due isole del lago di Bolsena. Si trova prossima alla riva occidentale, a pochi chilometri di distanza dal promontorio dove sorgeva l'antica città etrusco-romana di Bisenzio, dal quale mutua il nome. Oggi disabitata, appartiene al territorio comunale di Capodimonte.

## Geografia fisica
L'isola, di forma triangolare, è dominata dal rilievo del Monte Tabor verso settentrione mentre la parte meridionale declina in una forma pianeggiante. Conserva boschi e numerose specie arboree di grande valore fra cui alberi secolari.

## Storia
I reperti archeologici rinvenuti permettono di affermare con discreta certezza la presenza etrusca e poi romana sull'isola, probabilmente anche sotto forma di piccoli insediamenti stabili dipendenti dalla vicina Visentum. Nel 1989 a poca distanza da Punta Calcino è stata rinvenuta una piroga, mentre l'isola conserva resti di grotte e tombe scavate in epoca antica.
Successivamente l'isola offrì rifugio agli abitanti dei paesi rivieraschi distrutti dai Longobardi e dai Saraceni e si costituì un comune autonomo. Intorno all'anno Mille, vi sorse un piccolo borgo che, secondo le cronache dell'epoca, si ribellò al dominio di Orvieto.
Finì poi sotto il dominio di Guglielmo da Vico e nel XIII secolo fu conquistata e distrutta, insieme a Bisenzio, da papa Urbano IV. Urbano IV impose all'isola il suo nome, tanto che per qualche tempo venne denominata Isola Urbana. L'isola, ormai vuota, diventò prigione per gli eretici condannati al carcere a vita e rifugio per gli eremiti che sostavano presso la chiesa di San Giovanni Battista, antica parrocchia del borgo. Alla fine del XIV secolo diventò proprietà dei Farnese.
Nel 1431 papa Eugenio IV autorizzò la costruzione di un convento francescano affidato ai frati minori osservanti. Ranuccio Farnese avviò invece la costruzione della chiesa di San Giacomo e Cristoforo che diventò il mausoleo della famiglia. Nel 1588 il cardinale Alessandro Farnese il Giovane ne ordinò l'ampliamento, facendo edificare anche la cupola in piombo, visibile anche dalla terraferma, è un progetto originale del Vignola, poi realizzato da un suo allievo.
Ai frati dell'isola si deve l'edificazione delle sette chiesette sparse lungo il perimetro dell'isola, costruite su ispirazione delle sette chiese principali di Roma.
L'isola fu visitata da papa Pio II (che ricordò la visita nei Commentari) dopo aver celebrato messa, pranzò con la sua corte all'ombra di un grande pioppo. In onore del papa, si tenne un palio di barche.
Nel giugno del 1469 ospitò la congregazione generale dell'Ordine degli osservanti.
Sotto Paolo III l'isola Bisentina entrò nei domini del ducato di Castro per poi tornare alla Chiesa nel 1649.
Nel 1599, a causa dell'isolamento, i frati minori abbandonarono il convento e si trasferirono presso la chiesa di Santa Maria del Giglio a Bolsena. Furono sostituiti dai frati cappuccini e in seguito, alla fine del XVII secolo, l'isola fu abbandonata.
Nel 1871 l'imprenditore piemontese Alarico Patti diventò proprietario dell'isola. Nel 1912 fu venduta dagli eredi alla principessa Beatrice Spada che fece dell'isola la sua residenza di campagna realizzandovi un giardino all'italiana e un piccolo porticciolo in stile liberty. Passò quindi per via ereditaria alla principessa Ornella Ravaschieri Fieschi e alla famiglia Del Drago.
Fra gli anni Settanta e Novanta del Novecento l'isola viene resa visitabile al pubblico con escursioni e visite guidate. L'isola ospitò anche concerti di musica classica.
Nel 2017 è stata acquistata dalla famiglia lombarda dei Rovati, imprenditori farmaceutici. Il 25 marzo 2018 è stata riaperta al pubblico dopo quindici anni di chiusura in occasione delle Giornate FAI.

## Monumenti e luoghi d'interesse

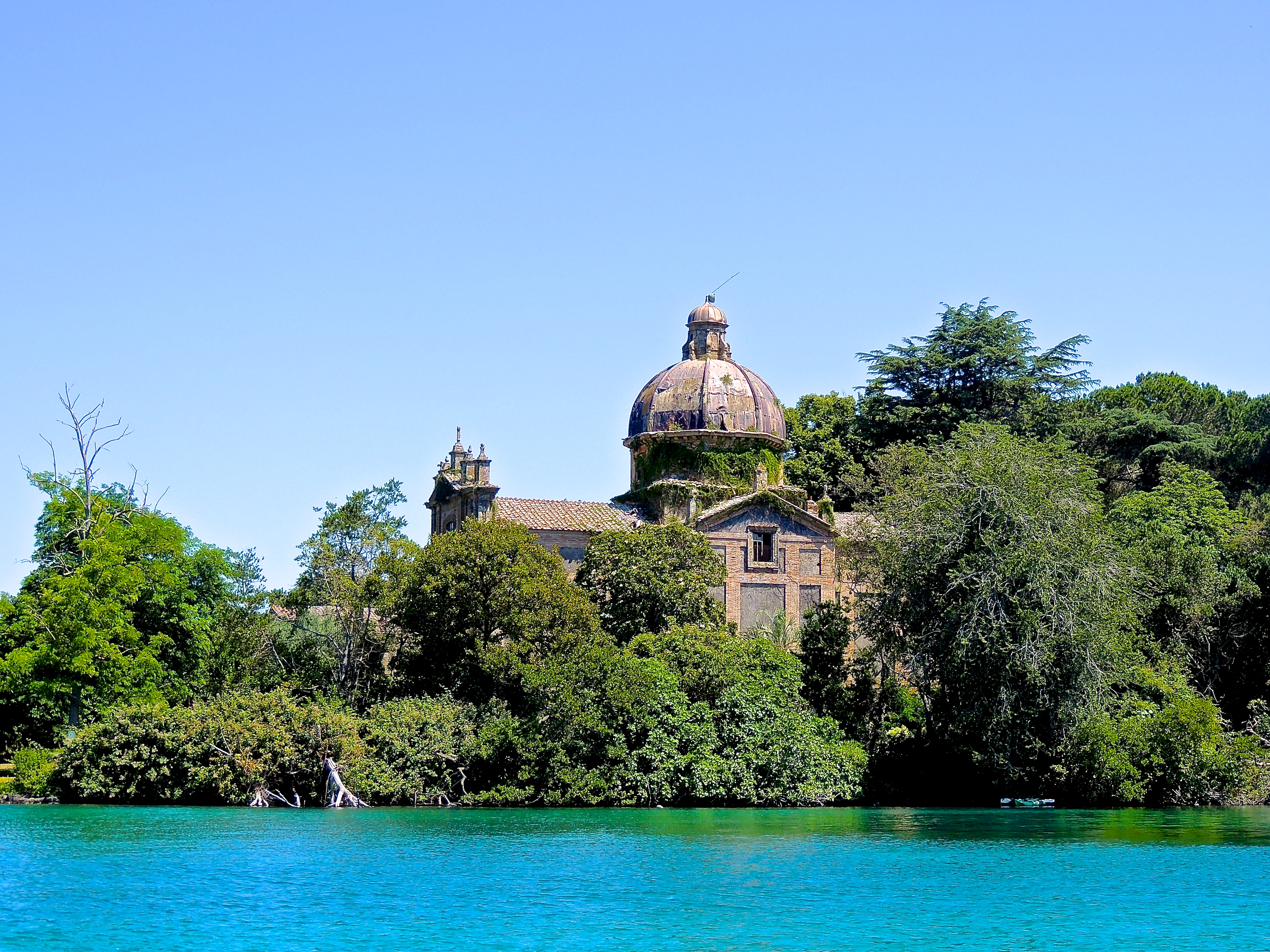
Isola Bisentina

### Chiesa e Convento dei Santi Giacomo e Cristoforo
Edificata a partire dalla seconda metà del Quattrocento, e completata nel Cinquecento, realizzata da un allievo del Vignola, Antonio Garzoni da Viggiú; fu costruita per volontà di Ranuccio Farnese il Vecchio che ne fece la tomba di famiglia. Alessandro Farnese il Giovane ne ordinò l'ampliamento e fece edificare la cupola.
La chiesa è a croce greca e ospitò dipinti di Annibale Carracci raffiguranti San Giacomo, il Crocefisso con ai lati San Francesco e Sant'Antonio e i martiri francescani. I dipinti furono portati da Clemente XI in Vaticano.
Fra i Farnese che vi furono sepolti Ranuccio Farnese (il cui sepolcro è opera di Isaia da Pisa), Pier Luigi Farnese, la duchessa Gerolama Orsini e il cardinale Ranuccio Farnese.

### Le sette chiesette
Le sette chiese sorgono lungo il perimetro dell'isola e furono edificate dai frati minori, a imitazione delle sette chiese di Roma. Ciascuna chiesetta, inoltre, sorge rivolta ad uno dei sette paesi rivieraschi del lago.
La chiesa di Santa Caterina, detta della Rocchina, è attribuita ad Antonio da Sangallo il Giovane ed è una riproduzione in piccolo della Rocca di Capodimonte mentre la cappella del Crocefisso conserva affreschi della scuola di Benozzo Gozzoli. La chiesa di San Pio Papa sorse in memoria della visita di papa Pio II mentre la cappella della Trasfigurazione sorge sul punto più alto dell'isola. Le rimanenti tre chiesette sono dedicate a San Francesco, Santa Concordia e San Gregorio Magno.

### Malta dei Papi
La Malta dei Papi è una struttura ipogea artificiale, scavata nel monte Tabor, forse di origine etrusca destinata a scopi rituali; è costituita da un lungo cunicolo che conduce a una cavità circolare del diametro di 6 metri, con al centro del pavimento un foro simile a un pozzo, e nella volta un condotto verticale di 30 metri che sbocca nel bosco. Si racconta che in tempi più recenti venisse usata come carcere per gli ecclesiastici accusati di eresia.
La Malta dei Papi è citata nella Divina Commedia, nel Canto IX del Paradiso:
de l'empio suo pastor, che sarà sconcia
sì, che per simil non s'entrò in malta.»

## Leggende
In tempi recenti ha acquisito una certa popolarità in ambienti esoterici in quanto indicata come una degli accessi al leggendario regno sotterraneo di Agarthi.

## Influenza culturale
L'isola Bisentina è stata set dei film La maschera di Fiorella Infascelli, Il senso della vertigine di Paolo Bologna, Stasera a casa di Alice di Carlo Verdone, Arianna di Carlo Lavagna e Le meraviglie di Alice Rohrwacher.
Sull'isola Bisentina è ambientato buona parte del romanzo La natura è innocente dello scrittore italiano Walter Siti.